# Rijtseterp
Rijtseterp (Fries: Rytseterp of Rytsebuorren) is een buurtschap in de gemeente Súdwest-Fryslân, in de Nederlandse provincie Friesland. De buurtschap ligt ten zuidwesten van Bolsward en Tjerkwerd. Rijtseterp ligt in de hoek waar het Van Panhuyskanaal samenkomt met de Workumertrekvaart.
Tot in het begin van de twintigste eeuw was Rijtseterp middels een landweg verbonden met de dijk langs de Workumertrekvaart. Op de hoek waar deze dijk op de N369 aansloot staat de boerderij het Westerhuys.  In de tijd dat deze landweg de enige toegangsweg tot de terp was, werd deze boerderij tot de buurtschap gerekend. In het begin van de twintigste eeuw werd een nieuwe weg aangelegd, langs het Van Panhuyskanaal. De oorspronkelijke toegangsweg raakte in onbruik en het Westerhuys verloor daardoor min of meer de connectie met Rijtseterp. Een deels overgebleven landpad geeft de plek waar de weg liep nog aan. 
De buurtschap werd in 1547 vermeld als Rytzeterp, in 1664 als Rytseterp, in 1718 als Rijtze Terp en in 1854 als Rijtseterp. Een andere benaming die in 1853 werd gebruikt was Ritzeburen, mogelijk ter verduidelijking dat het om een nederzetting en buurschap ging. De Rijtseterp duidt waarschijnlijk op dat het een terp was die van of bewoond werd door de persoon Rijtze of Reitse. Tot 2011 lag Rijtseterp in de voormalige gemeente Wonseradeel.
Steden: Bolsward · Hindeloopen · IJlst · Sneek · Stavoren · Workum

Dorpen en gehuchten: Abbega · Allingawier · Arum · Blauwhuis · Bozum · Breezanddijk · Britswerd · Burgwerd · Cornwerd · Dedgum · Deersum · Edens · Exmorra · Ferwoude · Folsgare · Gaast · Gaastmeer · Gauw · Goënga · Greonterp · Hartwerd · Heeg · Hemelum · Hennaard · Hichtum · Hidaard · Hieslum · Hommerts · Idsegahuizum · IJsbrechtum · Indijk · It Heidenskip · Itens · Jutrijp · Kimswerd · Kornwerderzand · Koudum · Kubaard · Loënga · Lollum · Longerhouw · Lutkewierum · Makkum · Molkwerum · Nijhuizum · Nijland · Offingawier · Oosterend · Oosterwierum · Oosthem · Oppenhuizen · Oudega · Parrega · Piaam · Pingjum · Poppingawier · Rauwerd · Rien · Roodhuis · Sandfirden · Scharl · Scharnegoutum · Schettens · Schraard · Sijbrandaburen · Terzool · Tirns · Tjalhuizum · Tjerkwerd · Uitwellingerga · Waaxens · Warns · Westhem · Wieuwerd · Witmarsum · Wolsum · Wommels · Wons · Woudsend · Zurich

Buurtschappen: Abbegaasterketting · Anneburen · Arkum · Atzeburen · Baarderburen · Baburen · Bernsterburen · De Bieren · De Blokken · De Hel · De Grits · De Kat · De Klieuw · De Polle · De Wieren · Dijksterburen · Doniaburen · Draaisterhuizen · Driehuizen · Eemswoude · Engwerd · Engwier · Exmorrazijl · Feyteburen · Flansum · Galamadammen · Gooium · Grauwe Kat · Grote Wiske · Grotewierum · Harkezijl · Hayum · Hemert · Hidaarderzijl · Hoekens · Hornsterburen · Idzega · Idserdaburen · Indijk (Bozum) · Jet · Jonkershuizen · Jousterp · Jouswerd · Kampen · Kleine Gaastmeer · Kleine Wiske · Kleiterp · Kooihuizen · Koufurderrige  · Kromwal · Koudehuizum · Laaxum · Laad en Zaad · Lippenwoude · Lytshuizen · Makkum (Bozum) · Meilahuizen · Montsamaburen · Nijeburen · Nijeklooster · Nijezijl · Oosthem (Witmarsum) · Osingahuizen · Piekezijl · Remswerd · Rijtseterp · Scharneburen · Schrok · Sieswerd · Sjungadijk · Smallebrugge · Sotterum · Speers  · Strand · Swaanwerd · Swarte Beien · Tsjerkebuorren · Vierhuizen · Viersprong · Vijfhuis · Vissersburen  · Het Vliet· Westerlittens · Wolsumerketting · Wonneburen · Ypecolsga

 Voormalige buurtschappen: Aaksens · Angterp · De Band · Barsum · De Bird · Bittens · Bloemkamp · Bootland · Bovenburen · Doniawier · Goëngamieden · Hiddum · Houw · Knossens · De Nes · Ottenburen · Sandfirderrijp · Slijp · Spijk · De Weeren 

Friesland: Steden en dorpen      Nederland: Provincies · Gemeenten